# Lelobatan
Lelobatan is een bestuurslaag in het regentschap Timor Tengah Selatan van de provincie Oost-Nusa Tenggara, Indonesië. Lelobatan telt 1917 inwoners (volkstelling 2010).